# Enrico Cernuschi

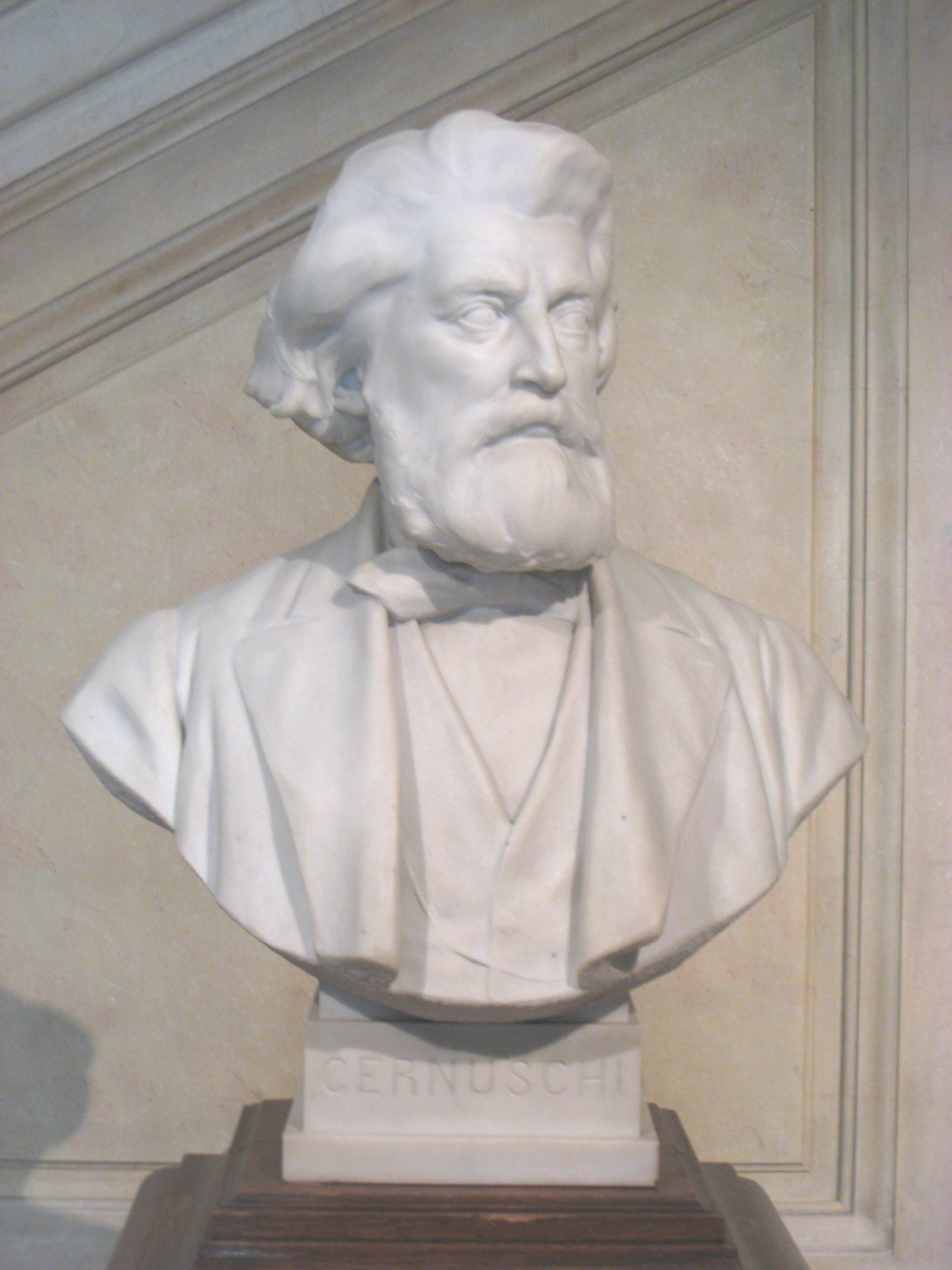
Enrico Cernuschi.

Enrico Cernuschi, född den 19 februari 1821 i Milano, död den 12 maj 1896 i Mentone, var en italiensk-fransk nationalekonom och finansman.
Cernuschi studerade juridik och kastade sig med entusiasm in i den nationella rörelsen på 1840-talet. Efter revolutionens utbrott 1848 var han medlem av den konstituerande församling, som utropade republiken i Rom, och sattes 1849 till chef för barrikadkommittén. Sedan revolutionen krossats, kastades Cernuschi i fängelse, men lyckades efter ett år fly till Frankrike. Där ägnade han sig åt industriella företag och bankaffärer, förvärvade en stor förmögenhet och utsågs till en av de tre direktörerna för Banque de France. Samtidigt bekämpade han i tidningen "Siècle" socialisternas teorier. Åren 1871-73 företog han resor i främmande världsdelar, bland annat i Kina och Japan, varifrån han hemförde en rik etnografisk samling, som han 1882 testamenterade till staden Paris. Som nationalekonom är Cernuschi minnesvärd i sin egenskap av en av bimetallismens ivrigaste förkämpar; hans många arbeten om myntväsen utmärks av klarhet och skärpa i bevisföringen. Bland hans skrifter märks Mécanique de l'échange (1865), Or et argent (1874), La monnaie bimétallique (1876), Le bimétallisme à quinze et demi (1881), Les grandes puissances métalliques (1885) och Anatomie de la monnaie (1887).